# Окольничий
Око́льничий — придворний чин і посада в Московській державі в XIII — на початку XVIII ст. З середини XVI століття — другий (після боярина) думний чин Боярської думи. Окольничі очолювали прикази, полки, призначалися в дипломатичні місії.

## Історія
Найдавніші вказівки на окольничих зустрічаються в пам'ятках XIV століття (договірна грамота великого князя Симеона Гордого з братами і жалувана грамота великого князя рязанського Олега Івановича Ольгова монастирю). Судячи з московських пам'яток XVI і XVII століть, окольничим доручалися ті ж справи з управління, що і боярам з тією тільки відмінністю, що вони скрізь посідали друге місце після бояр. Вони сиділи в приказах, призначалися намісниками і воєводами, бували послами і членами государевої думи.
Число окольничих спочатку було дуже невелике. По смерті Василя Темного виявився один окольничий; дуже довго при його наступнику було не більше трьох окольничих. До кінця царювання Івана III число їх стало зростати: він залишив синові шість окольничих. При Грозному часто призначалося по 4-6 окольничих. При Димитрії Самозванцю їх було 14. При Василії Шуйському — 17, при Михайлі Федоровичу — від 9 до 17. Олексій Михайлович залишив синові 12 окольничих.
Зі збільшенням числа окольничих обов'язки їх дедалі більше розширювалися. У окольничі зводилися звичайно люди з менш родовитих сімей, середніх боярських родів. Нерідко призначалися в окольничі для наближення до царя і потім зводилися в боярство люди не імениті, наприклад Адашеви, Басманови, Годунови, Стрешнєви, Матвєєви, Наришкіни, Хитрово.